# Fresnoy-Folny
Fresnoy-Folny è un comune francese di 699 abitanti situato nel dipartimento della Senna Marittima nella regione della Normandia.

## Società

### Evoluzione demografica
Abitanti censiti